# ユーリー・イヴァノヴィチ (ドミトロフ公)
ユーリー・イヴァノヴィチ（Юрий Иванович / Yuri Ivanovich,　1480年 - 1536年）は、イヴァン3世の三男、母はモレアス専制公ソマス・パレオロゴスの娘でビザンツ皇族出身のゾエ・パレオロギナ（ソフィヤ）。ドミトロフなどを分領として与えられた。

## 生涯
兄ヴァシーリー3世が大公位を継承した時、ユーリーは24歳だった。他の兄弟たちと同じく、彼もまた大公に世継ぎが出来るまでは結婚を禁じられた。しかし大公のお気に入りだった末弟アンドレイとは違い、ユーリーには大公家に王子が生まれた後も結婚の許しが下りることはなかった。1533年ヴァシーリー3世が亡くなると、彼は摂政団である貴族会議に野心を疑われ、逮捕・投獄された。そして3年後の1536年、おそらく餓死により没した。